# Рок Крик (Минесота)
Рок Крик (енгл. Rock Creek) град је у америчкој савезној држави Минесота.

## Демографија
По попису из 2010. године број становника је 1.628, што је 509 (45,5%) становника више него 2000. године.
| Група             | 2000.         | 2010.         |
| Белци             | 1.095 (97,9%) | 1.565 (96,1%) |
| Афроамериканци    | 1 (0,1%)      | 6 (0,4%)      |
| Азијати           | 5 (0,4%)      | 9 (0,6%)      |
| Хиспаноамериканци | 5 (0,4%)      | 18 (1,1%)     |
| Укупно            | 1.119         | 1.628         |